# 快樂輪子
《快樂輪子》是由吉姆·波納茲（Jim Bonacci）於2010年創造的一個基於布娃娃系統的平台游戏。遊戲擁有幾個可供玩家選擇的角色，而所有角色均擁有自己獨特的交通工具。玩家必須使用這些交通工具來完成關卡。此遊戲以其血腥畫面和用戶生成內容而聞名。
《快樂輪子》中所有的遊戲關卡都是由遊戲官網TotalJerkface的用戶製作，玩家只要註冊用戶就可以參與關卡的製作，同時也能對關卡進行評分，製作良好的關卡有機會被管理者展示在「精選關卡」列表中。

## 角色
玩家可以從以下的角色中選擇一個來完成關卡：
- 坐輪椅的老伯[3]

外表為一個老人，輪椅裝有噴射引擎，因此容易翻車，操控得當可以飛行一段時間。
- 坐賽格威的傢伙

外表為一個文員，坐著賽格威。
- 不負責任的父親

外表為一個父親，坐著單車。後面載著一個小孩，有必要時可將其拋出，做誘餌。
- 有效率的購物者

外表為一個肥胖的女性，坐著動力購物車。
- 摩托車夫婦

外表為一對夫婦，坐著摩托車。
- 割草機男

外表為一個肥胖的黑人，坐著割草機，底部割草機能吃下所有人物的身體跟蔬果。
- 探險者

外表為一個牛仔，其乘坐的礦車不易保持平衡，能固定在鐵軌行進。
- 聖誕老人

乘坐由兩個精靈拉著的大雪橇，只有少部分的關卡可使其發揮，可以短暫飛行。
- 坐彈跳桿的傢伙

主要以跳躍行進，也能夠用滾的行進。
- 不負責任的母親

外表為一個母親，騎著協力車，前後各載有一個小孩。
- 直升機男

外表為一位肥胖的男子，駕著一台單人直升機，直升機附有吸盤。

## 遊戲内容
《快樂輪子》的標語為「選擇準備不足的車手，不顧一切地尋求勝利並忽略嚴重的後果！」。實際上，《快樂輪子》的遊戲本身會因不同的角色和關卡而變化。而所有角色和關卡都有一些共通點，包括所有角色均面向右方、所有交通工具都可以向前或向後移動、以及所有角色都可以離開其交通工具。而當角色離開其交通工具後，他們均很難移動和站立。
玩家在遊戲中的目標也會取決於關卡。在一些關卡中，玩家需要到達終點。但是，另一些關卡則要求玩家達成其他目標，例如殺死一個目標。一些關卡更加沒有目標，使玩家不可能勝出。
評論者指出，《快樂輪子》在遊戲中展示了大量血腥畫面。例如，角色會被不同的物件斬首、射殺或壓碎。斷肢和大量流血亦是一例子。
玩家還可以上傳他們在不同關卡中的回放。而這些回放亦可以被其他玩家觀賞和評分。《快樂輪子》包含一個內置的關卡編輯器，並允許玩家創建多個自定義關卡。玩家在創建關卡時，都能使用多種工具和物件來設計關卡。玩家更加可以上傳他自己創建的關卡，並能夠讓其他玩家玩。

## 发行方式
《快樂輪子》的完整版僅可以於吉姆·波納茲的官方網站上遊玩。而演示版則能在其他網站上遊玩(且為1.10版本)。演示版僅包含特色關卡和選擇角色的設定。

## 靈感
《快樂輪子》的圖稿和編程均主要由吉姆·波納茲負責。波納茲曾表示此遊戲的靈感來自其他基於布娃娃系統的网页游戏。另外，他指出遊戲包含血腥畫面，目的是為了使遊戲更具真實感。另外，波納茲亦指出因遊戲經常會以角色死亡作終結，於是他想把角色死亡時設計得更有趣，於是把角色死亡的畫面設計得如此血腥。

## 評價
《快樂輪子》主要獲得正面評價。GameSetWatch.com將此遊戲提名為IGN「最佳線上免費遊戲」。其關卡編輯器和玩家製作的關卡數量更被評論者高度讚揚。而遊戲的暴力性質亦被認為幽默，其中一個評論者更說：「在玩《快樂輪子》時，確實很難不大笑，並嘲笑遊戲角色荒謬且可笑的死法。」

## 外部連結
- Total Jerkface.com上的《快樂輪子》 （页面存档备份，存于）
- Happywheelsnow.com Website
- 《快樂輪子》wiki（愛好者建立） （页面存档备份，存于）